# Bonaventura Chigi Zondadari
Bonaventura Chigi Zondadari (Firenze, 11 agosto 1841 – Siena, 18 novembre 1908) è stato un politico italiano.
Fu senatore del Regno d'Italia nella XVIII legislatura.